# Annunciazione (Guercino)
L'Annunciazione è un dipinto olio su tela realizzato nel 1646 da Giovanni Francesco Barbieri sito nella Collegiata di Santa Maria Maggiore di Pieve di Cento.

## Storia
Giovanni Francesco Barbieri, noto come il Guercino, era nato nel comune ferrarese di Cento a pochi chilometri dalla cittadina di Pieve di Cento. Nel 1646 gli fu commissionato da Francesco Maria Mastellari un dipinto da collocarsi sull'altare maggiore della chiesa della Santissima Annunciata degli Scolopi e pagato 183 scudi, prezzo sicuramente inferiore a quanto sarebbe stato il giusto compenso richiesto dall'artista, probabilmente era forte il legame che lo univa con la famiglia committente.  Il dipinto viene citato nel 1678 da Carlo Cesare Malvasia: Una tavola d’altare con l’Annontiata per li signori Mastellari della Pieve, posta nella loro Chiesa”', il quale fa riferimento anche alle ricevute dei pagamenti e indicando che la famiglia aveva il giuspatronato dell'altare del convento degli Scolopi.
Nel 1924 la chiesa della Santissima Annunciata fu sconsacrata e gli arredi trovarono diverse collocazioni. Il dipinto passò di proprietà all'amministrazione comunale rimanendo esposto nel salone consiliare fino al 1940 quando fu collocato sul primo altare a sinistra intitolato all'Annunciazione della Collegiata di Santa Maria Maggiore, anche questo ricomposto nel medesimo tempo e proveniente anch'esso dalla chiesa del soppresso convento degli Scolopi.
A causa dei gravi danni subiti dalla chiesa nel terremoto del 2012, il dipinto fu rimosso e collocato nel Museo MAGI 900 con il benestare del proprietario Giulio Bargellini, dove fu restaurato grazie al sostegno del  Genus Bononiae - Musei nella città, Sandra e Alberto Alberghini e Lions Club di Pieve di Cento. Il dipinto fece poi parte della mostra del Guercino ritrovato curata da Vittorio Sgarbi a Bologna nel palazzo Fava.

## Descrizione
La tela dell'Annunciazione del Guercino e l'altare omonimo furono collocati nella Collegiata in occasione del ventennale del Crocifisso miracoloso. La tela è composta su due livelli, in quello inferiore è raffigurata la Vergine inginocchiata, assorta nella preghiera e nella lettura di libri sacri in un ambiente domestico, alla sua destra un tavolo corredato dalla tovaglia mentre alla sinistra una porta aperta su una città torrita immersa nel verde dei boschi. La giovane indossa un abito rosso segno della passione, ed è completamente avvolta da un manto blu.
La parte superiore, esattamente sopra la Vergine, è raffigurato l'Arcangelo Gabriele in volo,  con il capo girato verso l'alto dove è raffigurato, sopra una grande nuvola, Dio padre. Questa particolarità un poco unica, differente da ogni alta raffigurazione dell'Annunciazione, rende particolarmente importante la tela. L'angelo, anziché dare il Messaggio, deve ancora raccogliere le istruzioni divine su cosa deve annunciare alla donna.
I medesimi colori nei tessuti dell'abito della Madonna, il Guercino li riprese dieci anni dopo, nell'Immacolata Concezione del 1656, conservato nella Pinacoteca Civica F. Podesti di Ancona, riprendendo anche le fattezze di Dio posto sopra di Lei.